# Cynthia Erivo
Cynthia Erivo (Stockwell (Londen), 8 januari 1987) is een Britse actrice en zangeres.

## Biografie
Cynthia Erivo werd in 1987 geboren in het Londense Stockwell. Haar ouders zijn Nigeriaans. Ze studeerde aan de Royal Academy of Dramatic Art.

## Acteercarrière
In 2011 begon Erivo te acteren in theater- en musicalproducties als The Umbrellas of Cherbourg (2011) en Sister Act (2011–2012). Enkele jaren later was ze samen met onder meer Jennifer Hudson en Danielle Brooks ook te zien in de Broadway-musical The Color Purple.
In 2015 maakte ze in een aflevering van de Britse sitcom Chewing Gum (2015) haar tv-debuut. Een jaar later werkte ze mee aan twee afleveringen van het kostuumdrama Mr Selfridge. In 2018 volgde Erivo's filmdebuut, met rollen in de misdaadthrillers Widows en Bad Times at the El Royale.

## Muziekcarrière
In 2017 bracht ze samen met John Legend de single "God only knows" uit, een cover van The Beach Boys. In 2021 werd haar album Ch. 1 Vs. 1 uitgebracht bij platenmaatschappij Verve.

## Filmografie

### Televisie
- Chewing Gum (2015)
- Mr Selfridge (2016)
- The Tunnel (2016)
- Broad City (2017)
- The Outsider (2020)
- Star Wars: Visions (2023, stem)

### Films
- Widows (2018)
- Bad Times at the El Royale (2018)
- Harriet (2019)
- Pinocchio (2022)
- Luther: The Fallen Sun (2023)
- Wicked (2024)